# Mario Party 8
Mario Party 8 – japońska konsolowa gra wyprodukowana przez Hudson Soft. Gra została wydana przez Nintendo w 2007 i 2008 roku na konsolę Wii.

## Rozgrywka
Mario Party 8 jest grą zręcznościową. W grze znalazło się czternastu bohaterów m.in. Mario, Księżniczka Peach, Waluigi, Yoshi, Toad oraz Blooper. Do gry zaimplementowano dwanaście trybów podstawowych oraz wiele mini-gier do których dodano w instrukcji sposób użycia Wii Remote.